# Деканадзе, Муршид Шукриевич
Муршид Шукриевич Деканадзе (1908, село Деканашвилеби, Батумская область, Российская империя — неизвестно, село Деканашвиледи, Хулойский район, Аджарская АССР, Грузинская ССР) — звеньевой колхоза имени XVIII партсъезда Хулойского района, Аджарская АССР, Грузинская ССР. Герой Социалистического Труда (1948).

## Биография
Родился в 1908 году в крестьянской семье в селе Деканашвилеби Батумской области. После окончания местной сельской школы трудился в личном сельском хозяйстве до вступления в сельскохозяйственную артель, которая в последующем была преобразована в колхоз имени XVIII партсъезда Хулойского района. В послевоенное время — звеньевой полеводческого звена в этом же колхозе.
В 1947 году звено под его руководством собрало в среднем с каждого гектара по 83,53 центнера кукурузы на участке площадью 3 гектара. Указом Президиума Верховного Совета СССР от 21 февраля 1948 года удостоен звания Героя Социалистического Труда за «получение высоких урожаев кукурузы и пшеницы в 1947 году» с вручением ордена Ленина и золотой медали «Серп и Молот» (№ 886).
Избирался депутатом Хулойского районного Совета депутатов трудящихся.
После выхода на пенсию проживал в родном селе Деканашвилеби Хулойского района. Дата смерти не установлена.